# Фонтана Пауроза (Фрозиноне)
Фонтана Пауроза је насеље у Италији у округу Фрозиноне, региону Лацио.
Према процени из 2011. у насељу је живело 35 становника. Насеље се налази на надморској висини од 407 м.